# I Monster
I Monster — английский дуэт электронной музыки, состоящий из двух звукозаписывающих продюсеров из Шеффилда — Дина Хонера и Джаррода Гослинга.
I Monster и его лейбл Twins of Evil названы в честь фильмов ужасов с Питером Кушингом в главной роли («Я Монстр» и «Близнецы зла»).

## История

### Формирование иThese Are Our Children
I Monster сформировались в 1997 году, выпустив свой дебютный альбом These Are Our Children в 1998 году. Однако из-за того, что Хонер был связан с хитмейкерами All Seeing I, только в 2001 году они выпустили свой первый сингл «Daydream in Blue», ремикс на версию «Daydream» из The Wallace Collection от The Gunter Kallmann Choir. Изначально песня была выпущена на 7-дюймовом собственном лейбле Хонера Cercle Records, который он основал вместе с Add N to (X) Barry Seven. Позже он был переиздан с новым миксом на Instant Karma (совместно с их собственным лейблом Twins of Evil); который также выпустил материал от Kings Have Long Arms и Mu Chan Clan. Песня также фигурирует в эпизоде 3 сезона 1 телевизионной драмы BBC Television «Хастл». Трек достиг 20-го места в UK Singles Chart в июне 2001 года.

### Neveroddoreven
Они выпустили свой нашумевший второй альбом Neveroddoreven в 2003 году, который был переиздан в 2005 году на Dharma Records. Участники — постоянные приглашенные ди-джеи по всей стране, выступали с живыми выступлениями в Лондоне и на различных европейских музыкальных фестивалях . В состав живой группы входят Фред де Фред и Марион Бенуа из The Lovers, играющие на гитаре и вокале соответственно. Бонусные треки и раритеты от «Neveroddoreven» были выпущены на альбомах Rare и Remixed (оба 2012 года).

### Fast, Cheap and Out of Control
В 2007 году I Monster начала сотрудничать с финской поп-артисткой HK119 для своего второго альбома. Получившийся в результате проект Fast, Cheap and Out of Control был выпущен в сентябре 2008 года на One Little Indian Records, и I Monster стал соавтором и сопродюсером более трех четвертей альбома. Это сотрудничество произошло благодаря предыдущей роли Дина Хонерса в качестве ремиксера для дебютного сингла HK119 «Pick Me Up» с её дебютного одноимённого альбома в 2006 году.

### A Dense Swarm of Ancient Stars
В 2009 году группа выпустила продолжение Neveroddoreven под названием A Dense Swarm of Ancient Stars - их третий альбом.

### Credo
В 2011 году группа выпустила The Human League Credo, свой первый альбом за 10 лет.

### Swarf
В 2013 году коллекция раритетов из альбома A Dense Swarm of Ancient Stars была выпущены на альбоме Swarf.

### Bright Sparks
Их четвёртый альбом Bright Sparks был выпущен 26 февраля 2016 года.
Инструментальная версия альбома Bright Sparks Instrumental была выпущена 19 июля 2016 года на сайте группы Bandcamp . В этот альбом включен предварительный трек для Bright Sparks Volume Two, который, по словам группы, появится в будущем.

## Дискография
Студийные альбомы
- These Are Our Children (1998)
- Neveroddoreven (2003)
- A Dense Swarm of Ancient Stars (2009)
- Bright Sparks (2016)
- Bright Sparks Instrumental (2016)
- A Dollop Of HP (2017)

Сборники альбомов
- Rare (2012)
- Remixed (2012)
- Swarf (2013)

## Сотрудничество
- The All Seeing I — Pickled Eggs & Sherbet (1999)
- HK119 — Fast, Cheap and Out of Control (2008)
- Различные исполнители — The Art Of Chill 6 — Mixed by I Monster (2009)
- Skywatchers — The Skywatchers Handbook (2010)
- The Human League — Credo (продюсеры, 2011)
- Кевин Пирс — Pocket Handkerchief Lane (продюсеры, 2011)[7]
- The Eccentronic Research Council — 1612 Underture (2012)[8]
- Кевин Пирс — Мэтью Хопкинс и червоточина — Акт второй Кевина Пирса («Лечение Дина Хонера») (продюсеры, 2013)[9]
- I Monster / People Soup — I Monster представляет People Soup (2013)[10]

## В популярной культуре
Музыка группы также использовалась в нескольких фильмах, таких как Shaun of the Dead, Riders (Steal), видео для сноуборда «From _______ with Love» (Mack Dawg Productions), а также использовалась хип-хоп исполнителем Лупе Фиаско на его второй сингл «Daydreamin». Он использовался в рекламе Ford Focus ST в Великобритании, а также был переведен на другие языки (например, турецкий) для использования в других европейских странах. «Daydream in Blue» появился на премьере второго сезона сериала «Мистер Робот».
Ремикс «Glamour Puss» на их песню «Hey Mrs.» использовался в телевизионной рекламе Absolut Vodka и телесериале Eureka.
«Это наши дети» несколько раз использовались в австралийском телесериале Underbelly и впоследствии был выпущен как часть саундтрека Underbelly. Он также использовался в качестве фоновой музыки в 5-м эпизоде драмы ITV «Женат, не замужем». Песня «Heaven» была использована во вступлении к эпизоду пятого сезона "Disturbed" телешоу Numb3rs.
«Stobart’s Blues» был использован в премьерном эпизоде пятого сезона BBC Top Gear, когда Джеймс Мэй сделал обзор Vauxhall Monaro.
Акустическая версия «Daydream in Blue» была частью саундтрека к бразильской мыльной опере A Dona do Pedaço в 2019 году и использовалась в рекламе мороженого Magnum Ruby.
Ремикс «Who Is She x The Perfect Girl» от TommyMuzzic и ZeddMusique на песню «Who is she» стал популярным в сети в сочетании с фрагментом из фильма «Образцовый самец».